# 戈里什尼亞斯洛比德卡
49°7′22″N 25°9′36″E / 49.12278°N 25.16000°E
戈里什尼亞斯洛比德卡（烏克蘭語：Горішня Слобідка），是烏克蘭的村落，位於該國西部捷爾諾波爾州，由喬爾特基夫區負責管轄，始建於1710年，面積2.14平方公里，2001年人口780，人口密度每平方公里364人。